# Ernest Sýkora
Ernest Sýkora (2. srpna 1914 Banská Bystrica – 15. ledna 2000 Bratislava) byl slovenský a československý poválečný politik Komunistické strany Slovenska, ministr vlád Československa, poslanec Prozatímního Národního shromáždění, Slovenské národní rady a Národního shromáždění ČSR.

## Biografie
Za druhé světové války se podílel na odboji. V roce 1944 se zúčastnil Slovenského národního povstání, kde zastával post redaktora povstaleckého deníku Útok. Později vedl zpravodajskou agenturu v Banské Bystrici. Byl nositelem četných státních vyznamenání. V srpnu 1945 byl na konferenci českých a slovenských mládežnických organizací zvolen předsedou celostátního hnutí Ústředí mládeže ČSR. V mládežnickém hnutí se angažoval i později. Na 1. konferenci, kterou pořádal Zväz slovenskej mládeže v Bratislavě v květnu 1948 měl hlavní projev.
V letech 1945–1946 byl poslancem Prozatímního Národního shromáždění za KSS, respektive za Zväz slovenskej mládeže. Setrval zde do parlamentních voleb v roce 1946. Na základě výsledků parlamentních voleb roku 1946 byl zvolen do Slovenské národní rady. Znovu se do celostátního zákonodárného sboru dostal po volbách do Národního shromáždění roku 1948, kdy se stal poslancem Národního shromáždění ve volebním kraji Liptovský Svätý Mikuláš. Na postu poslance setrval do voleb do Národního shromáždění 1954.
Zastával i četné další funkce. Byl členem Ústředního výboru KSS a na 9. sjezdu KSČ byl zvolen i do Ústředního výboru Komunistické strany Československa.
Dlouhodobě působil v Sboru pověřenců. V 10. Sboru pověřenců působil v letech 1950–1953 a pak znovu od roku 1953 až do roku 1958 v 10. Sboru pověřenců, 11. Sboru pověřenců a 12. Sboru pověřenců na postu pověřence školství (v jednotlivých obdobích oficiálně pověřenec školství a osvěty nebo pověřenec školství a kultury). V roce 1950 na tento post nastoupil jako náhrada za Laca Novomeského, který byl odvolán v rámci kampaně proti buržoaznímu nacionalismu.
Působil i na celostátní vládní úrovni (roku 1953 byl ministrem školství a osvěty ve vládě Antonína Zápotockého a v první vládě Viliama Širokého). Významně ovlivňoval proměny školského systému na Slovensku. Působil jako vysokoškolský učitel a děkan Filozofické fakulty Univerzity Komenského v Bratislavě. Dále působil v Slovenské akademii věd i Československé akademii věd. Publikoval četné studie a odborné články.